# Campylocythere laeva
Campylocythere laeva is een mosselkreeftjessoort uit de familie van de Trachyleberididae. De wetenschappelijke naam van de soort is voor het eerst geldig gepubliceerd in 1944 door Edwards.